# Kębłowo (Wolsztyn)
Kębłowo (deutsch: Kiebel) ist ein Dorf in Polen, in der Gemeinde Wolsztyn, in der Woiwodschaft Großpolen.
Der Ort liegt ca. 8 Kilometer südlich von Wolsztyn und 67 Kilometer südwestlich von Posen. Sehenswert sind hier die katholische Pfarrkirche, die in den Jahren 1852–1857 erbaut wurde und eine Holzkirche. Von 1320 bis 1883 hatte Kębłowo die Stadtrechte.